# Кушнер, Михаил Иванович
Михаил Иванович Кушнер (21 ноября 1906, Тюменская область — 25 декабря 1986) — паровозный машинист депо станции Осташков Калининской железной дороги, Герой Социалистического Труда.

## Биография
Родился 21 ноября 1906 года в деревне Слободская Ишимского район Тюменской области в крестьянской семье. Трудовую деятельность начал в 1921 году путевым рабочим на станции Лиманская Свердловской железной дорога. В 1928—1933 годах проходил срочную службу в Красной Армии, в 129-м стрелковом полку, который квартировал в городе Великие Луки.
После службы остался жить в Великих Луках. Работал кочегаром в паровозном депо, затем — помощником машиниста, а с сентября 1938 года после окончания курсов при Великолукском железнодорожном техникуме самостоятельно повел поезда. Работал машинистом паровоза в депо Осташков.
В Великую Отечественную войну продолжал работал машинистом паровоза на прифронтовых станциях. В первые дни войны перегонял подвижной состав на тыловые станции. В последующем водил составы с боеприпасами, военной техникой, продовольствием и другими грузами, а также санитарные в прифронтовой полосе. Когда врагу удавалось при налетах авиации и артобстрелах повредить детали паровоза или вагонов, бригада устраняла их своими силами и доводила поезда до станции назначения. Кушнер тщательно просчитывал риски, но поезда на перегонах не бросал.
Боевое крещение получил на 10 день войны. Состав с наливными цистернами, который вела его бригада, попал под бомбежку. Загорелась одна из цистерн. Кушнер смог вывести состав из под огня, с риском для жизни погасил пламя, устранил неисправности и довел эшелон до Великих Лук. В середине августа 1941 года пулеметным огнём вражеского самолета была повреждена цилиндрическая часть паровозного котла, через пробоину стала вытекать вода. По правилам в таких случаях паровоз нужно было потушить, но тогда перегон пришлось бы закрыть на несколько часов, пока поезд не выведет вспомогательный локомотив. Кушнер, взвесив все «за» и «против», рискнул: поезд довёл до станции и только на ней потушил паровоз.
В октябре 1943 года вел литерный состав с Осташкова до станции Торопец, со спецгрузом — снарядами для «катюш». Несколько раз выводил состав из под бомбежки. Когда в хвосте поезда была разбита тормозная магистраль, Кушнер под огнём противника пробрался в хвост поезда, устранил повреждение, и вернувшись к паровозу продолжил движение. Груз был спасен и благополучно доставлен к месту назначения. Следуя обратно с санитарным поездом, будучи раненным, сумел все же увести эшелон из-под вражеской бомбежки, сохраняя жизнь раненым бойцам. Уже на станции Осташков, остановив эшелон, потерял сознание от потери крови. В госпитале узнал о присвоении высокого звания.
Указом Президиума Верховного Совета СССР от 5 ноября 1943 года «за особые заслуги в деле обеспечении перевозок для фронта и народного хозяйства и выдающиеся достижения в восстановлении железнодорожного хозяйства в трудных условиях военного времени» Кушнеру Михаилу Ивановичу присвоено звание Героя Социалистического Труда с вручением ордена Ленина и Золотой медали «Серп и Молот».
За время войны машинист Кушнер сменил 15 разбитых снарядами и бомбами паровозов, был несколько раз ранен и контужен.
В послевоенное время работал машинистом в паровозном депо Великие Луки. Старший машинист, позднее — инспектор по безопасности движения, отдавал все силы и энергию восстановлению железнодорожного транспорта. В 1951 году был награждается медалью «За доблестный труд», в 1953 году — орденом Трудового Красного Знамени. В 1966 году вышел на пенсию.
Жил в городе Великие Луки. Скончался 25 декабря 1986 года. Похоронен в Великих Луках.
Награждён орденами Ленина, Трудового Красного Знамени, медалями.